# Moonfall
Moonfall je sci-fi katastrofický film z roku 2022, jehož scenáristou, producentem a režisérem je Roland Emmerich. Ve filmu hrají Halle Berryová, Patrick Wilson, John Bradley, Michael Peña, Charlie Plummer, Kelly Yu a Donald Sutherland. Moonfall byl natočen v Montrealu s produkčním rozpočtem 138–146 milionů dolarů, a je tak jedním z nejdražších nezávisle vyrobených filmů všech dob. Film byl představen ve Spojených státech 4. února 2022 společností Lionsgate a od kritiků získal obecně smíšené recenze.

## Příběh
V roce 2011 jsou astronauti Brian Harper (Patrick Wilson) a Jocinda Fowlerová (Halle Berryová) na jedné z posledních misí raketoplánu Space Shuttle na opravě satelitu, když se Harper stane svědkem útoku záhadného černého roje na orbiter, který zabije člena posádky a zneschopní Fowlerovou, než se Harper může vrátit do raketoplánu a převzít kontrolu. Po osmnáctiměsíčním vyšetřování je Harper z práce vyhozen a z incidentu je obviňována lidská chyba, protože Harper zůstává široce nedůvěryhodný. Po deseti letech neznámá síla vychýlila Měsíc a poslala ho směrem k Zemi, do kolize zbývají pouhé týdny a ničivé záplavy, tsunami, zemětřesení a požáry jsou jen začátek. Bývalá astronautka Fowlerová je přesvědčena, že zná řešení a s raketoplánem Endeavour z muzea se vydává k záchraně nás všech.

## Obsazení
| Halle Berry       | Jocinda Fowler            |
| Patrick Wilson    | Brian Harper              |
| John Bradley      | K.C. Houseman             |
| Michael Peña      | Tom Lopez                 |
| Charlie Plummer   | Sonny Harper              |
| Azriel Dalmanl    | Sonny jako dítě           |
| Kelly Yu          | Michelle                  |
| Donald Sutherland | Holdenfield               |
| Carolina Bartczak | Brenda Lopez              |
| Eme Ikwuakor      | Doug Davidson             |
| Maxim Roy         | seržant Gabriella Auclair |